# Nuno Alves
Nuno Alves (Nuno Rafael Cardoso Alves, Paços de Ferreira, 12 de Setembro de 1990) é um cantor português de música pop/rock e atleta de alta competição de natação.

## Biografia
Nuno é filho de uma tradutora (Maria da Glória Alves) e de um industrial (Gabriel Alves). Tem uma irmã mais velha (Ana Vitória Alves), a quem dedicou o tema “Ana Vitória” que integra a lista de músicas do seu álbum “dois lados de uma caixa de cartão”. Nuno escreveu o tema numa altura em que os dois deixaram de se ver regularmente uma vez que a sua irmã foi viver para o estrangeiro.
Natural da cidade de Paços de Ferreira, completou o mestrado em Engenharia e Gestão Industrial, na Universidade do Minho (Guimarães) na variante de Gestão de Produção. Mais tarde, ingressou na Universidade de Sheffield para uma pós graduação em Inglês. Iniciou a sua vida profissional como engenheiro de gestão industrial na empresa IKEA e passou, também, pelas empresas Siemens e António Alves Lda, deixando esta vertente profissional para se dedicar inteiramente à música. 
Nuno começou apenas com 18 anos de idade o seu processo de carreira de músico onde teve formação em guitarra e canto.
Desde cedo que Nuno é responsável pelas suas composições e o seu processo musical iniciou-se como qualquer outro artista autodidata, aventurando-se em várias prestações individuais por festas de anos, saraus e bares concertos. Anos mais tarde, e já com alguma experiência, Nuno ingressou num projecto de música de nome “centoecinco” juntamente com vários colegas de escola onde teve a oportunidade de "saltar" para palcos de maior dimensão, constando como trabalho registado o EP de “Às 6:30 num relógio suíço”.
No ano de 2014, e após várias divergências de opiniões sobre o caminho a seguir pela banda, Nuno Alves decidiu ingressar num novo projeto individual, influenciado por uma simbiose de Pop e Acústico. Foi vencedor do concurso “Talentus” e finalista vencido do concurso “EDP Live Bands” conseguindo a sua participação como o projecto mais votado pelo público.

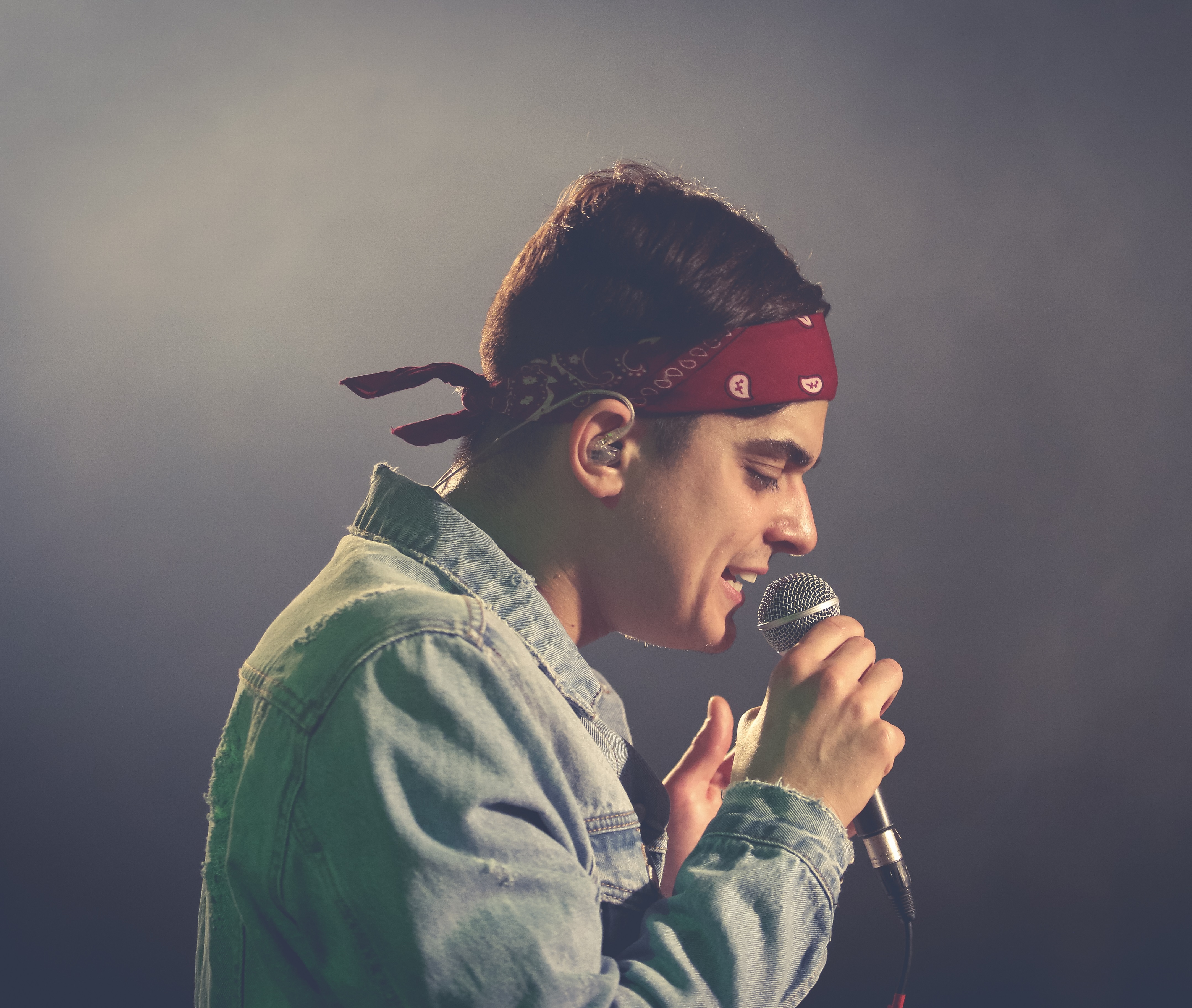
Nuno Alves num concerto ao vivo em Paços de Ferreira a Julho de 2017

Em 2018, lançou o seu primeiro álbum “dois lados de uma caixa de cartão” com o produtor Vítor Silva.
. O seu single de lançamento "Amor Arte" foi protagonizado pela atriz de Holywood Daniela Melchior
Em 2020, Nuno anunciou o lançamento de um novo álbum que chegou às bancas no inicio de 2021. O nome da obra foi "Adamastor". Este álbum marcou uma nova versão do estilo do cantor marcada por uma simbiose entre Pop/Hip-Rap disponibilizando os temas "Adamastor", "Pausa", "Estamos Bem", "Dois", "Talvez Agora", Pecado, Coordenadas e Maré 
 

Em 2025 o artista fechou o seu terceiro álbum de originais de nome "Metamorfose" que contou com 7 temas originais realizando uma festa de lançamento desse mesmo trabalho num evento lotado na sua terra natal - Paços de Ferreira, um novo álbum depois do sucesso de “Adamastor” e “Dois Lados de uma Caixa de Cartão” que ultrapassaram os 4 milhões de streams nas plataformas digitais.

## Carreira Desportiva
Nuno começou a sua carreira desportiva na vertente de futebol, onde atuou nos escalões de formação do Futebol Clube Paços de Ferreira até aos 12 de idade. Ainda em criança, foi-lhe diagnosticado Síndrome de Legg-Calvé-Perthes, o que o impediu de continuar a jogar futebol. Como terapia atenuante à doença foi aconselhado pelo médico a prática de natação. Desde os 6 anos de idade que Nuno frequentava aulas de natação, mas na vertente de alta competição, apenas aos 13 anos é que iniciou a sua carreira como nadador.
Como era pequeno e possuía algumas limitações físicas, Nuno demorou muito tempo até conseguir resultados significativos e só apenas aos 17 anos é que conseguiu a sua primeira participação em competições de nível nacional. Aos 21 sagrou-se campeão nacional na modalidade de 200 metros bruços e 400 metros estilos.
Durante o seu percurso desportivo, Nuno, nadou nos clubes Gespaços, Clube Fluvial VilaCondense, e City of Sheffield Swim Squad (Inglaterra).
Atualmente, o nadador pertence ao Clube Aquático Pacense, clube da sua cidade natal e responsável pela sua formação como nadador, treinado pelo técnico Rodolfo Nunes.
No ano de 2012, o atleta foi distinguido pelos jornais públicos a Gazeta e Imediato, e o jornal desportivo 4 Linhas como o atleta do ano, no mesmo ano em que foi distinguido pelo município de Paços de Ferreira com a medalha de mérito por feito desportivos.

### Palmarés Desportivo
- 4 Títulos de Campeão Nacional[20][21][6]
- 2 Títulos do Open de Portugal
- 4 Títulos do Vice-Campeão Nacional de Portugal
- 5 Terceiros Lugares no Campeonato Nacional de Portugal
- 41 Títulos de Campeão Regional – Norte de Portugal
- 54 Títulos do Vice-Campeão Regional – Norte de Portugal
- 32 Terceiros Lugares no Campeonato Regional – Norte de Portugal
- 2 Títulos de Campeão Nacional Universitário de Portugal[23]
- 1 Título de Vice-Campeão Nacional Universitário de Portugal
- 5 Terceiros Lugares no Campeonato Nacional Universitário de Portugal

Fontes desta seção: 

## Discografia
- “Dois Lados de Uma Caixa de Cartão”

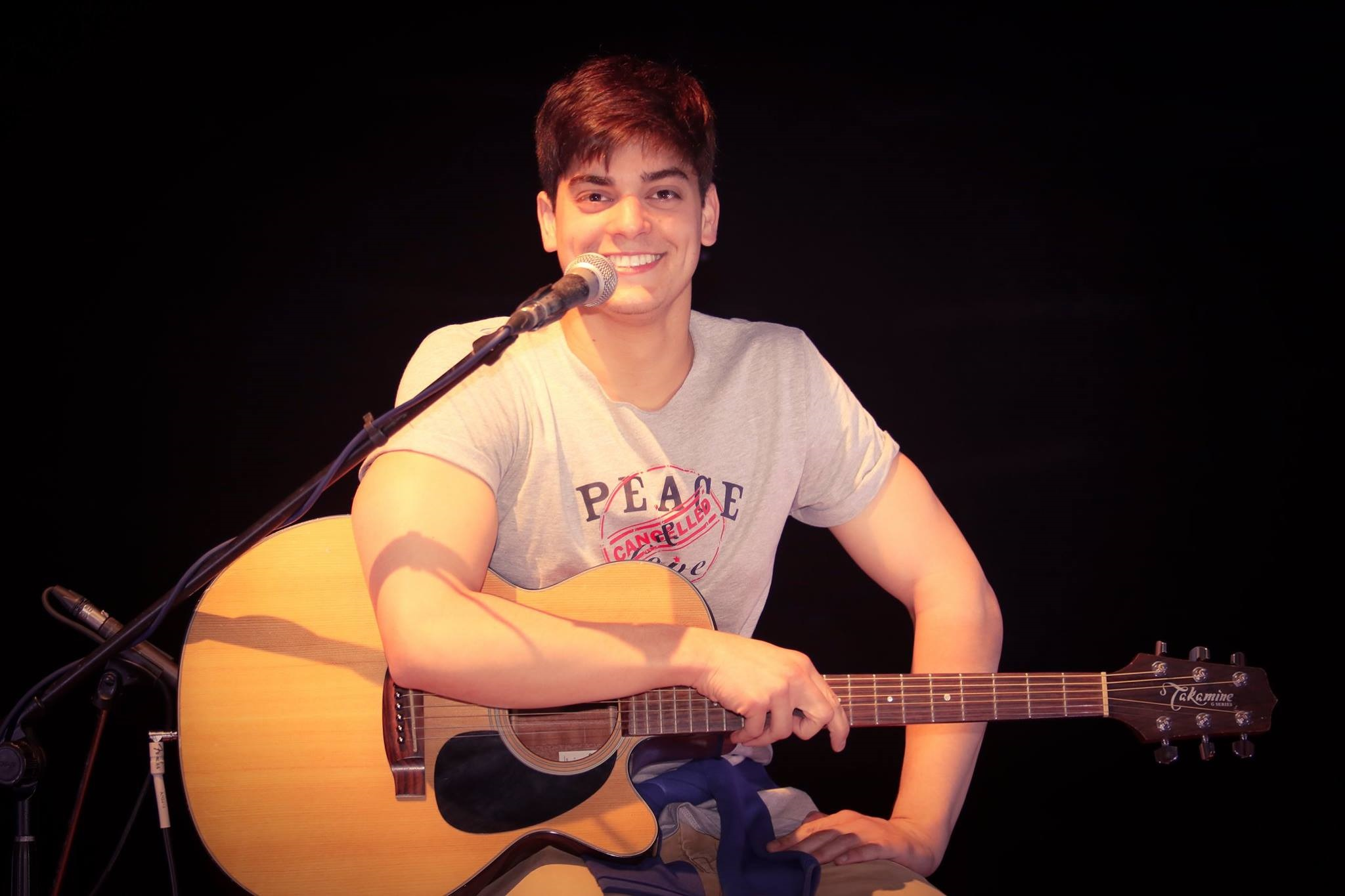
Nuno Alves ao vivo em formato acústico

1. Um dia pra esquecer[50]
2. Amor Arte[51][11][52][53][54]
3. Jogo Rápido
4. Só Tu
5. Sou[55]
6. Maria[56][57]
7. Ana Vitória[58][49][7]
8. Encontrar
9. Rainha[59][60]
10. Parte de Ti
11. Vem
12. Gabriela
13. Continuar à Espera[61]
14. Agora És Tu feat. NTS[62][63][64]

- “Adamastor”
  1. Adamastor [13]
  2. Pausa[14]
  3. Estamos Bem[65]
  4. Dois[15]
  5. Talvez Agora[16]
  6. Pecado[66]
  7. Coordenadas[67]
  8. Maré

- “Metamorfose”
  1. Cara-Metade[68]
  2. Vem Ter Comigo [69]
  3. Paris [70]
  4. Por Ti [71]
  5. Terapia Casual [72]
  6. Metamorfose [73]
  7. És Só Tu feat. Mariiana [74]